# Dziwogon komorski
Dziwogon komorski (Dicrurus waldenii) – gatunek średniej wielkości ptaka z rodziny dziwogonów (Dicruridae). Występuje endemicznie na Majotcie (terytorium zamorskie Francji). Narażony na wyginięcie. Monotypowy.

## Morfologia
Upierzenie jednolicie czarne, połyskujące niebieskozielonawo. Dziób czarny, masywny. Tęczówka czerwona. Nogi i stopy czarne. Pokrywy podskrzydłowe ciemnobrązowe. Długość ciała mieści się w przedziale 34,5–38 cm, z czego 175–206 mm przypada na ogon, wcięty na 58–90 mm, o charakterystycznym rozwidleniu. Masa ciała dla jednego zbadanego osobnika (2013; płeć nieznana) wynosi 78 g. Pozostałe wymiary przedstawia tabela. Podane są w mm.
| płeć         | długość skrzydła (n=3) | długość dzioba (n=3) | długość skoku (n♂ = 1; n♀=2) |
| ------------ | ---------------------- | -------------------- | ---------------------------- |
| samiec       | 149                    | 32–33                | 27                           |
| samica       | 142–145                | 31–32                | 26                           |
| nie wskazano | 145–152                | 31–33                | 26                           |

## Zasięg występowania
Jedyny gatunek dziwogona występujący na Majotcie wchodzącej w skład Komorów. Występuje na prawie całej wyspie, na powierzchni około 320 km². Środowisko życia D. waldenii stanowią lasy deszczowe i mieszane lasy wtórne. Stwierdzany zazwyczaj powyżej 200 m n.p.m., występuje do 660 m n.p.m. W części zasiedlanych przez ten gatunek lasów dominuje mango indyjskie (Mangifera indica), introdukowane na wyspę. Pojawia się także w okolicach siedlisk ludzkich, na przykład na plantacjach jagodlinu wonnego (Cananga odorata).

## Ekologia i zachowanie
Dziwogon komorski zwykle przebywa samotnie, w parach lub grupach rodzinnych liczących 3–5 osobników (po sezonie lęgowym). Przesiaduje w roślinności 2–12 m nad ziemią, rzadko do 25 m. Często się odzywa. Pieśń to ostro brzmiąca sekwencja świergotów i pisków z wplecionymi gwizdami, wibrującymi, nosowymi lub fletowymi odgłosami. Niekiedy powtarza w dużych odstępach czasu jeden głośny, czysty dźwięk. Potrafi powtarzać głosy innych ptaków.

### Pożywienie
D. waldenii żywi się owadami i innymi bezkręgowcami, które łapie po czatowaniu na wyeksponowanej gałęzi. Zdobycz (znane były długości 4–40 mm) łapie na różne sposoby, zarówno rzucając się na ofiarę jak muchołówki, po ślizgu w powietrzu, zawisając, goniąc za owadem przez roślinność lub szybkim susem. Do stwierdzonych gatunków służących za pożywienie należą przedstawiciele cykadowatych, które w sezonie lęgowym stanowią około 47% spożywanego pokarmu. Prócz tego ofiarami bywają pająki, gąsienice, dorosłe motyle, błonkoskrzydłe i prostoskrzydłe. W żołądkach znajdywano także muchówki (w tym komarowate), pluskwiaki, żuki i wije.

### Lęgi
Dziwogon komorski to monogamiczny i wysoce terytorialny gatunek. W okresie lęgowym dużo czasu spędza na czynnościach związanych z ochroną terytorium – na śpiewie i aktywnej obronie. Agresywny. Atakuje i przegania zarówno zwierzęta dzienne, jak i nocne. Przepędza nawet inne dziwogony, większe ptaki jak krogulec malgaski (Accipiter francesiae), płomykówki (Tyto alba) oraz inne zwierzęta, np. lemurie płowe (Eulemur fulvus), wprowadzone drapieżniki jak wiwerka malajska (Viverricula indica) oraz obserwujących ludzi.
Gniazdo to starannie wykonany kubeczek z włókien roślinnych grubości 2–3 mm w zewnętrznej warstwie gniazda, około 1 mm w wewnętrznej. Umieszczone jest w rozwidleniu gałęzi, zwykle grubej na 2–3 cm, około 5–18 m nad ziemią. Dziwogon komorski buduje gniazda w koronach różnych drzew, są to m.in. Grisollea myrianthea (Stemonuraceae), Pterocarpus indicus (bobowate) i spatodea dzwonkowata (Spathodea campanulata).
Zniesienie liczy 1 do 3 jaj. Składane są od września do grudnia. Mają owalny kształt, gładką skorupkę o kremoworóżowej barwie pokrytą fioletowawymi i czerwonawymi plamkami, głównie przy szerszym końcu. Wymiary dla jednego zmierzonego zniesienia: 29,3 na 19,3 mm, 27,8 na 20,1 mm i 24,6 na 20,4 mm. Inkubacja rozpoczyna się od zniesienia ostatniego jaja. Wysiadują oba ptaki z pary, dany ptak siedzi na jajach 10 minut do ponad godziny. Czasami przerywają wysiadywanie, przebywają w pobliżu gniazda przez 3–7 minut, po czym wracają. Niewysiadujący ptak żeruje w okolicy gniazda, broni terenu lub karmi partnera. Inkubacja trwa 19–21 dni. Przez pierwsze 2–3 dni życia piskląt rodzice karmią je drobnymi, miękkimi insektami i usuwają odchody w charakterystycznych dla piskląt otoczkach (fecal sacs). Przez pierwsze 2 dni życia młode są nagie i mają białawe dzioby. Po tygodniu życia pokryte są puchem. W gnieździe spędzają 17–22 dni. Po opuszczeniu go są karmione przez rodziców przez około miesiąc.

## Status i zagrożenia
Przez IUCN gatunek klasyfikowany jest jako narażony (VU, Vulnerable). Populacja w niedokładnym przybliżeniu wynosi 5000 dorosłych osobników. W roku 1994 i 1996 dziwogona komorskiego sklasyfikowano jako krytycznie zagrożonego, w latach 2000, 2004 i 2008 jako zagrożonego, zaś od roku 2010 ma status narażonego. Między rokiem 1949 a 2002 wycięto jedną czwartą lasów na Majotcie, celem pozyskania drewna na opał lub miejsca pod uprawy. Obecnie (2016) wszystkie pozostałe na wyspie lasy pierwotne objęte są ochroną w formie rezerwatów.